# 白江村 (福島県)
白江村（しらえむら）とは、福島県岩瀬郡にかつて存在した村である。

## 地理
- 現在の須賀川市の北西部、旧岩瀬村の東部に位置する。

## 歴史

### 村域の変遷
- 1889年（明治22年）4月1日 - 町村制施行により、北横田村・矢沢村・畑田村・深渡戸村・大久保村が合併し岩瀬郡 白江村が発足。
- 1955年（昭和30年）3月31日 - 白方村と合併して岩瀬村が発足。同日白江村廃止。

変遷表
| 1868年 以前 | 1868年 以前  | 明治9年  | 明治22年 4月1日 | 昭和30年 3月31日 | 平成17年 4月1日 | 現在     |
| ----------- | ------------ | -------- | --------------- | ---------------- | --------------- | -------- |
|             | 北横田村     | 北横田村 | 白江村          | 岩瀬村           | 須賀川市 に編入 | 須賀川市 |
|             | 吉兵衛新田村 | 北横田村 | 白江村          | 岩瀬村           | 須賀川市 に編入 | 須賀川市 |
|             | 矢沢村       |          | 白江村          | 岩瀬村           | 須賀川市 に編入 | 須賀川市 |
|             | 畑田村       |          | 白江村          | 岩瀬村           | 須賀川市 に編入 | 須賀川市 |
|             | 深渡戸村     |          | 白江村          | 岩瀬村           | 須賀川市 に編入 | 須賀川市 |
|             | 上大久保村   | 大久保村 | 白江村          | 岩瀬村           | 須賀川市 に編入 | 須賀川市 |
|             | 下大久保村   | 大久保村 | 白江村          | 岩瀬村           | 須賀川市 に編入 | 須賀川市 |

## 大字
- 北横田（きたよこた）
- 矢沢（やざわ）
- 畑田（はただ）
- 深渡戸（ふかわど）
- 大久保（おおくぼ）

## 人口・世帯

### 人口
総数 [単位： 人]
| 1891年（明治24年） | 1,956 |